# Timbaland Presents Shock Value II
Timbaland Presents Shock Value 2 – trzeci solowy album Timbalanda, wyprodukowany przez Mosley Music Group i Interscope Records. Timbaland pracował przy nim z innymi artystami tak jak przy poprzednim albumie. Płyta miała zostać wydana 4 listopada 2008 roku, jednak premiera została przesunięta. Początkowo mówiło się o 14 lutego, lecz Timbaland zdementował tę informację. Stwierdził także, że dopiero układa w głowie plan albumu, a snute na wielu stronach internetowych domysły na temat tytułów poszczególnych piosenek, jak i ich kolejność to po prostu fikcja.
Nagrania w Polsce uzyskały certyfikat złotej płyty.

## Lista utworów
Opracowano na podstawie źródła.
| #  | Tytuł                           | Gościnnie                 | Czas |
| -- | ------------------------------- | ------------------------- | ---- |
| 1  | "Intro"                         | DJ Felli Fel              | 0:48 |
| 2  | "Carry Out"                     | Justin Timberlake         | 3:53 |
| 3  | "Lose Control"                  | JoJo                      | 4:27 |
| 4  | "Meet in tha Middle"            | Bran'Nu                   | 4:00 |
| 5  | "Say Something"                 | Drake                     | 4:00 |
| 6  | "Tomorrow in the Bottle"        | Chad Kroeger, Sebastian   | 5:27 |
| 7  | "We Belong to the Music"        | Miley Cyrus               | 4:27 |
| 8  | "Morning After Dark"            | Nelly Furtado, SoShy      | 3:52 |
| 9  | "If We Ever Meet Again"         | Katy Perry                | 4:53 |
| 10 | "Can You Feel It"               | Sebastian, Esthero        | 4:44 |
| 11 | "Ease Off the Liquor"           | SoShy                     | 5:58 |
| 12 | "Undertow"                      | The Fray, Esthero         | 4:21 |
| 13 | "Timothy Where You Been"        | Jet                       | 4:46 |
| 14 | "Long Way Down"                 | Daughtry                  | 4:23 |
| 15 | "Marchin' On (Timbaland Remix)" | OneRepublic               | 4:11 |
| 16 | "The One I Love"                | Keri Hilson, D.O.E.       | 4:34 |
| 17 | "Symphony"                      | Attitude, Bran'Nu, D.O.E. | 4:21 |